# Roland Buser
Roland Buser (* 15. April 1945 in Basel) ist emeritierter Professor für Astronomie am Departement für Physik der Universität Basel.

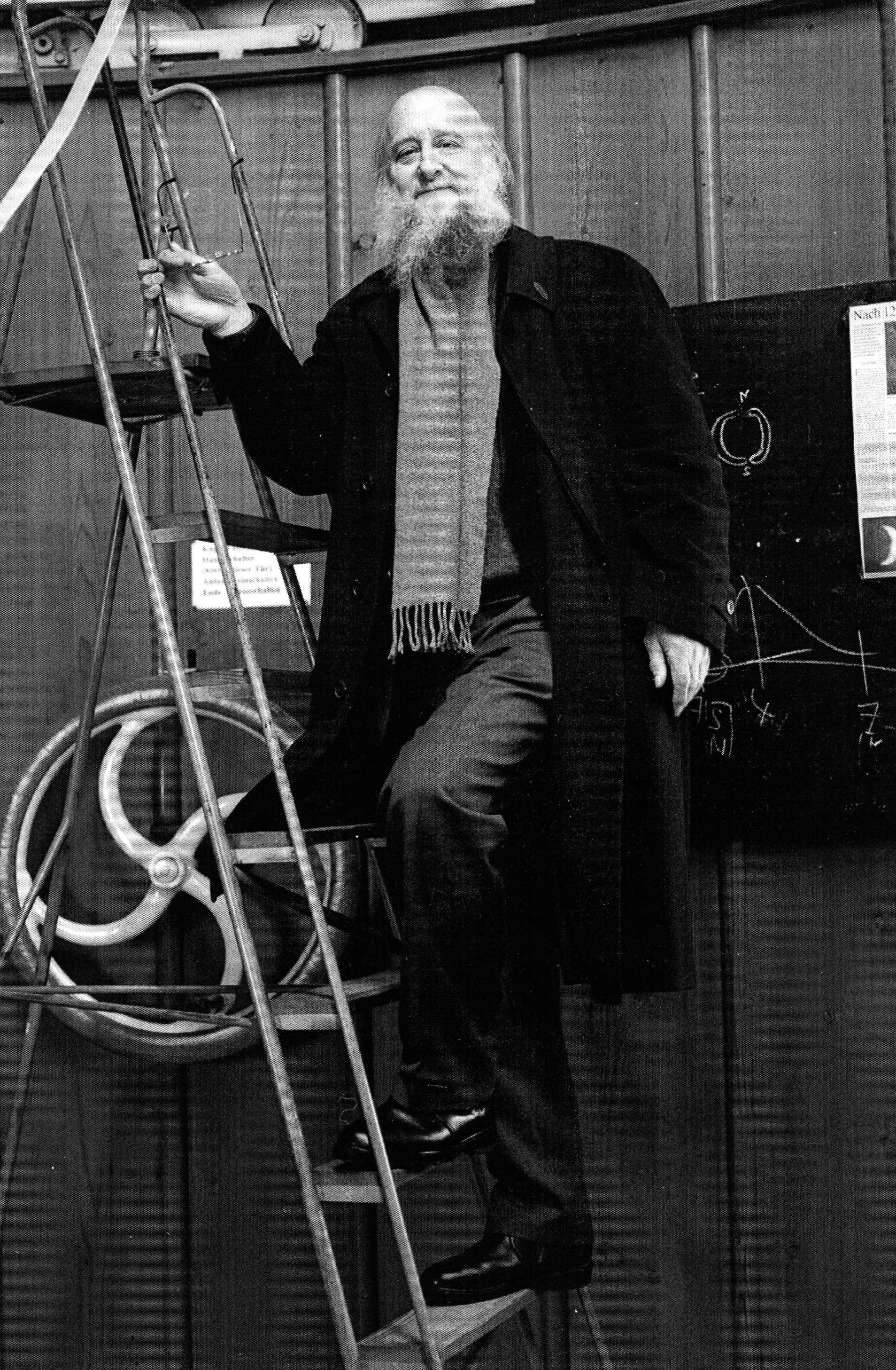
Roland Buser

## Leben
Roland Buser ist als Sohn des Reallehrers Wilhelm Buser und der Helene, geb. Martin, geboren, im Baselbieter Dorf Sissach aufgewachsen, hat dort und in Basel die Primar- und Mittelschulen bis zur Maturität besucht, an der Universität Basel im Hauptfach Astronomie und in den Nebenfächern Mathematik, theoretische Physik und Philosophie studiert und 1975 bei Uli W. Steinlin zum Dr. phil. promoviert mit einer Dissertation über Photometrische Mehrfarben-Systeme zur Erforschung der Milchstrasse.
Mit seiner Frau Theresia Buser, geb. Rüther, hat er zwei erwachsene Kinder und wohnt in Füllinsdorf BL.

## Wissenschaftliche Biographie

### Ausbildung und berufliche Stationen
Während des Studiums in Basel war Roland Buser zuerst persönlicher wissenschaftlicher Assistent von Alexander Markowitsch Ostrowski am Mathematischen Institut der Universität Basel (1967–69). Ab 1970 arbeitete er als Doktorand und wissenschaftlicher Assistent am Astronomischen Institut der Universität Basel (Uli W. Steinlin und Wilhelm Becker) und weilte für mehrere mehrmonatige Beobachtungs- und Forschungsaufenthalte an der Sternwarte der Universität Bonn auf dem Hohen List/Eifel (bei Edward Geyer und Waltraut Seitter) und am Royal Observatory Edinburgh (bei Kashi Nandy). Nach der Promotion vertiefte er als Postdoktorand bei Ivan King an der University of California, Berkeley seine Studien in Galaktischer Struktur (1975–77) und als Visiting Associate bei Bev Oke, Jim Gunn und Jesse Greenstein am California Institute of Technology in Spektralphotometrie und mehrdimensionaler Klassifikation der Sterne (1977).
Danach war Roland Buser zunächst wissenschaftlicher Mitarbeiter am Astronomischen Institut der Universität Basel, wo er sich im Jahr 1981 habilitierte und Privatdozent in Astronomie wurde. Von 1985 bis 1986 folgte er einer Berufung ans Space Telescope Science Institute in Baltimore (USA) als wissenschaftlicher Berater der NASA (National Aeronautics and Space Administration) und AURA (Association of Universities for Research in Astronomy) und wurde nach seiner Rückkehr in die Schweiz 1990 zum ausserordentlichen Professor für Astronomie an der Universität Basel ernannt. Von 1989 bis 1997 hatte er zudem eine ständige, jährlich einmonatige Gastprofessur am Observatoire Astronomique und der Université Louis Pasteur in Straßburg inne. Im Rahmen des Professorenaustauschprogramms Schweiz-Österreich und der internationalen Zusammenarbeit mit Ägypten und der Türkei nahm er auch Gastprofessuren an den Universitäten Wien, Graz und Innsbruck (1996) sowie am Helwan Observatory in Kairo (1996) und an der Universität von Istanbul (1994) wahr. Seit 2010 ist Roland Buser emeritus Professor am Departement für Physik der Universität Basel.

### Forschungsprojekte und internationale Zusammenarbeit
Das Hauptarbeitsgebiet von Roland Buser war die Synthetische Photometrie [Siehe Schriften: 1-6, 11, 15] und ihre extensive Anwendung in der Galaxienforschung [Siehe Schriften: 7-10, 12-14, 16]. In internationaler Zusammenarbeit und mit seinen Doktoranden und Doktorandinnen und Postdoktoranden entwickelte er die erste stellare Spektralbibliothek, die den gewachsenen Ansprüchen der sogenannten Entwicklungssynthese genügen konnte. Diese komplette Datenbank von theoretischen, aber empirisch (d. h. an Beobachtungen) geeichten Sternspektren wurde weltweit unter dem Namen BaSeL (für Basel Stellar Library) bekannt und vielfach verwendet. Auch in seiner eigenen Gruppe und mit langjährigen Mitarbeitern aus den USA, China, Frankreich, Venezuela, Brasilien, und der Türkei erforschte Roland Buser mit Hilfe von BaSeL die Entstehung, den Aufbau und die chemische Entwicklung von Sternhaufen und der Milchstrasse bis zu den Galaxien am Rande des beobachtbaren Universums.

### Mitgliedschaft und Funktionen in Fachgesellschaften
Während seiner Zeit als aktiver Forscher war Roland Buser Mitglied in mehreren nationalen und internationalen Fachgesellschaften und Organisationen und in einigen von diesen auch Inhaber verschiedener Ämter:
- Akademie der Naturwissenschaften Schweiz (SCNAT)
- Schweizerische Gesellschaft für Astrophysik und Astronomie (SGAA, 1996–99, Amt: Präsident)
- Schweizerische Kommission für Astronomie (SKA, 1988–94, Amt: Präsident)
- Internationale Astronomische Gesellschaft (AG)
- Internationale Astronomische Union (IAU), IAU-Kommissionen 25 (Stellare Photometrie) und 45 (Sternklassifikation)[7]
- Vorsitzender der Arbeitsgruppe Synthetische Photometrie der IAU-Kommissionen 25 und 36 (Theorie der Sternatmosphären) (1988–96)
- Beobachtungs-Ausschuss der ESO (European Southern Observatory, 1988–92)
- Philosophische Gesellschaft Basel.

## Philosophie
Als Astronom ist Roland Buser nicht nur Naturwissenschafter, sondern auch Philosoph. Er sieht die Naturphilosophie als Wissensgebiet, welches jenen Horizont umfasst, in dem jede Naturwissenschaft auf ihre Grundlage, Legitimation und Zielsetzung hin befragt und reflektiert werden muss. In seinem Buch „Der Mensch im Kosmos“ wird die Notwendigkeit einer vermehrten Überschreitung konventioneller Fachgrenzen in Richtung Inter- bzw. Transdisziplinarität hervorgehoben. Dabei wird das sogenannte Einzel- oder Spezialwissen der Astronomie und der klassischen Naturwissenschaften (Astronomie, Physik, Chemie etc.) bewusst im umfassenderen Kontext der biologischen und der Geisteswissenschaften entwickelt.

## Aktuelle Tätigkeiten
Aktuell bietet Roland Buser allgemeinverständliche Vorträge und Kurse über Astronomie, Kosmologie, kosmische Evolution, Friedensforschung und Erkenntnistheorie an, beispielsweise an der Volkshochschule beider Basel.

## Auszeichnungen
2018 erhielt Roland Buser den Kulturpreis Basel-Landschaft.

## Schriften

### Ausgewählte wissenschaftliche Publikationen

#### Zeitschriftenartikel
- [1] R. Buser, R.L. Kurucz: A Systematic Investigation of Multicolor Photometric Systems. III. Theoretical UBV Colors and the Temperature Scale for Early-Type Stars. Astronomy & Astrophysics 70, 555-563 (1978).
- [2] J. Koornneef, R. Bohlin, R. Buser, K. Horne, D. Turnshek: Synthetic Photometry and the Calibration of the Hubble Space Telescope. In: Highlights of Astron., Vol. 7, J.P. Swings (ed.); Dordrecht: Reidel, pp. 833-843 (1986).
- [3] R. Buser, R.L. Kurucz: A library of theoretical stellar flux spectra. I. Synthetic UBVRI photometry and the metallicity scale for F- to K-type stars. Astronomy & Astrophysics 264, 557-591 (1992).
- [4] T. Lejeune, F. Cuisinier, R. Buser: A standard stellar library for evolutionary synthesis. I. Calibration of theoretical spectra. Astronomy & Astrophysics Supplement Series 125, 229-246 (1997).
- [5] T. Lejeune, F. Cuisinier, R. Buser: A standard stellar library for evolutionary synthesis. II. The M dwarf extension. Astronomy & Astrophysics Supplement Series 130, 65-75 (1998).
- [6] P. Westera, T. Lejeune, R. Buser, F. Cuisinier, G. Bruzual A.: A standard stellar library for evolutionary synthesis. III. Metallicity calibration. Astronomy & Astrophysics 381, 524-538 (2002).
- [7] R. Buser, J.X. Rong, S. Karaali: The new Basel high-latitude field star survey of the Galaxy. I. General introduction, methodology, and first analysis. Astronomy & Astrophysics, 331, 934-948 (1998).
- [8] R. Buser, J.X. Rong, S. Karaali: The new Basel high-latitude field star survey of the Galaxy. II. The thick disk component: density structure, luminosity function, and metallicity distribution. Astronomy & Astrophysics 348, 98-112 (1999).
- [9] P. Westera, M. Samland, R. Buser, O.E. Gerhard: Colour Evolution of Disk Galaxy Models from z=4 to z=0. Astronomy & Astrophysics 389, 761-778 (2002).
- [10] F. Cuisinier, P. Westera, E. Telles, R. Buser: On the Geometrical Evolution of the Ionized Gas in HII Galaxies. Astronomy & Astrophysics 455, 825-834 (2006).

#### Übersichtsartikel/Reviews
- [11] R. Buser: Photometric Methods of Stellar Abundance Determinations. In: La Composition Chimique des Etoiles dans le Voisinage Solaire; A. Florsch, C. Jaschek, M. Jaschek (eds.); Comptes Rendus sur les Journées de Strasbourg, 7ième Réunion; Obs. de Strasbourg, pp. 71-79 (1985).
- [12] R. Buser: Probleme der Stellarstatistik. Mitt. Astron. Ges. 57, 233-248 (1982).
- [13] R. Buser: On the Interpretation of Photometric Surveys. In: Impacts des Surveys du Visible sur notre Connaissance de la Galaxie; A. Fresneau, M. Hamm (eds.), Comptes Rendus sur les Journées de Strasbourg, 9ième Réunion; Obs. de Strasbourg, pp. 15-42 (1988).
- [14] R. Buser: The Formation and Early Evolution of the Milky Way Galaxy. Science 287, No. 5450, 69-74 (2000).[11]

#### Editionen von Büchern und Konferenzberichten
- [15] R. Buser (ed.): Synthetic Photometry. Proc. Joint Meeting IAU Comm. 25, 29, 36, and 45, New Delhi, India. Space Tel. Sci. Inst. Prepr. 100, vi+46 pp., in: Highlights of Astron., Vol 7, J.P. Swings (ed.); Dordrecht: Reidel, 797-843 (1986).
- [16] R. Buser (ed.): Galaktische Struktur und Entwicklung. Beiträge zu einem Forschungsseminar. Preprint Astron. Inst. Univ. Basel, No. 2, iv+270 pp. (1981).
- [17] R. Buser & I. King (eds.): The Milky Way As A Galaxy. Saas-Fee Advanced Course No. 19, Lecture Notes 1989 by G. Gilmore, I.R. King, P.C. van der Kruit; Genève: Observatoire de Genève; Mill Valley: University Science Books, xiv+392 pp. (1990).
- [18] B. Binggeli & R. Buser (eds.): The Deep Universe. Saas-Fee Advanced Course No. 23, Lecture Notes 1993 by A.R. Sandage, R. Kron, M.S. Longair; Berlin, Heidelberg, New York: Springer, xv+526 pp. (1995).
- [19] L. Labhardt, B. Binggeli, R. Buser (eds.): Supernovae and Cosmology. Proc. Birthday Colloquium for G.A. Tammann; Basel: Astron. Inst. Univ. Basel, xii+227 pp. (1998).

## Werke
- Roland Buser: Der Mensch im Kosmos. Weltbild und Menschenbild: Astronomie und Philosophie im Dialog. Verlag des Kantons Basel-Landschaft, Liestal 2018. Neuausgabe: Arachne-Verlag, Bonn 2019, ISBN 978-3-85673-804-4.[12]